# Cladonia galindezii
Cladonia galindezii är en lavart som beskrevs av Dag Olav Øvstedal. Cladonia galindezii ingår i släktet Cladonia, och familjen Cladoniaceae. Arten är reproducerande i Sverige.